# Torawati
Lo Stato di Torawati (noto anche come Tanwarawati, Toravati o Patan-Porawati) fu uno stato principesco del subcontinente indiano, avente per capitale la città di Patan.

## Storia
Quello di Torawati era un feudo minore i cui governanti si ritenevano diretti discendenti di Anangpal II, re di Delhi. Anangpal fondò la città di Patan durante il suo regno nel XII secolo, divenendo quindi capitale del nuovo stato di Torawati. Il principato era composto da 380 villaggi e si estendeva su 3000 km2 circa.